# Carisio
Carisio est une commune de la province de Verceil dans le Piémont en Italie.

## Administration
| Période                                  | Période | Identité | Étiquette | Qualité |
| ---------------------------------------- | ------- | -------- | --------- | ------- |
|                                          |         |          |           |         |
| Les données manquantes sont à compléter. |         |          |           |         |

### Communes limitrophes
Balocco, Buronzo, Cavaglià, Formigliana, Salussola, Santhià, Villanova Biellese

## Jumelage
Aureille (France)